# Anita Strindberg

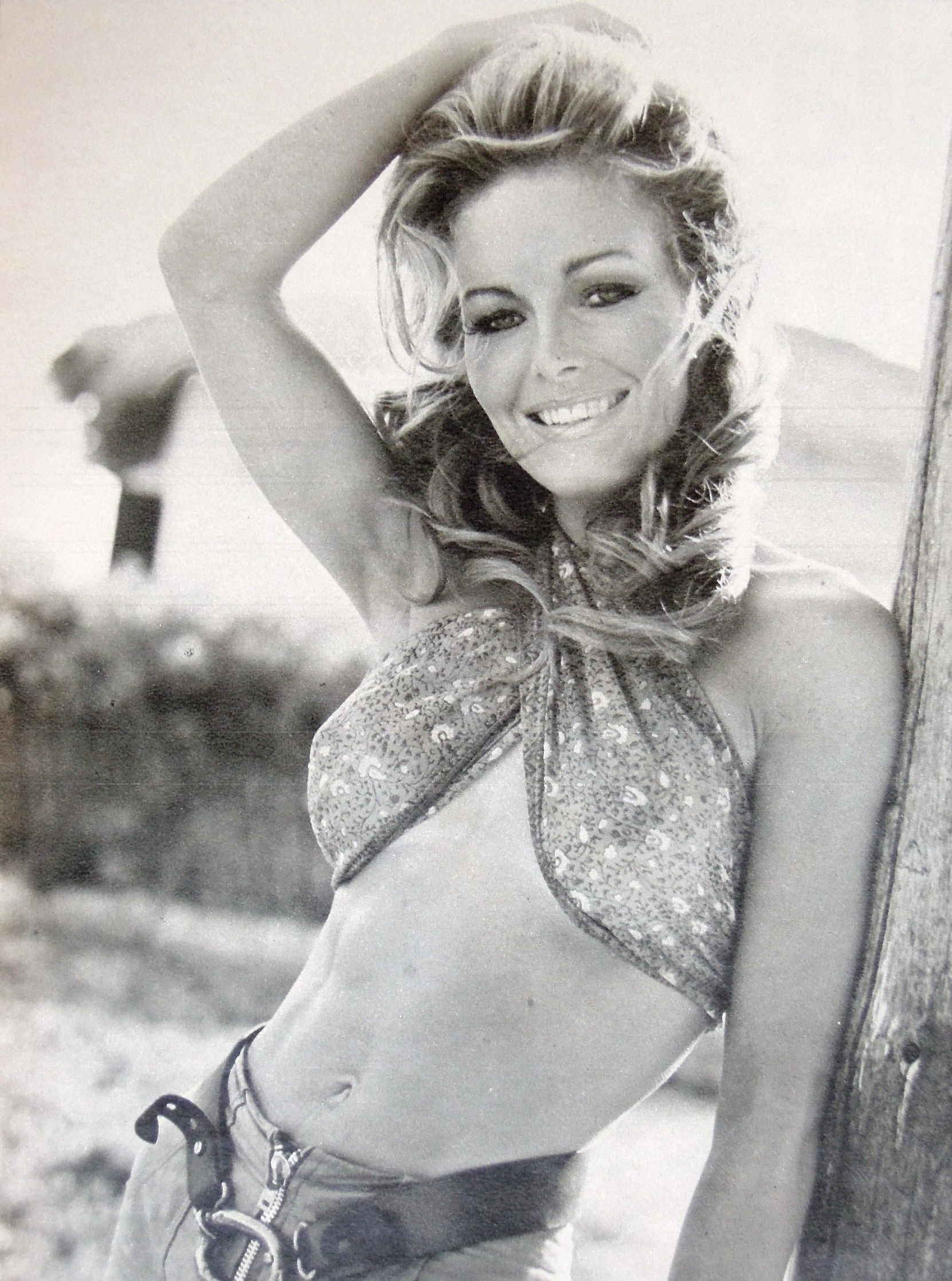
Anita Strindberg (1972)

Anita Strindberg (eigentlich Anita Edberg; * 19. Juni 1937 in Schweden) ist eine schwedische Filmschauspielerin.

## Leben
Strindberg war Ende der 1950er Jahre in schwedischen Filmproduktionen zu sehen, sie spielte danach in mehreren Giallo-Filmen. Zuletzt war sie 1981 in der Rolle einer Prinzessin im Film Kennwort: Salamander zu sehen. Ihr Schaffen umfasst zwei Dutzend Produktionen für Film und Fernsehen.
Sie heiratete einen amerikanischen Millionär und zog in die USA.

## Filmografie (Auswahl)
- 1957: Mona, die Schwedin (Blondin i fara)
- 1959: Sköna Susanna och gubbarna
- 1970: Quella chiara notte d'Ottobre
- 1971: Der Schwanz des Skorpions (La coda dello scorpione)
- 1972: The Child – Die Stadt wird zum Alptraum (Chi l'ha vista morire?)
- 1972: Coartada en disco rojo
- 1972: Inferno unter heißer Sonne (Al tropico del cancro)
- 1972: Der lange Schwarze mit dem Silberblick (All'onorevole piacciono le donne)
- 1972: Die Todesflieger (Forza 'G')
- 1972: Il tuo vizio è una stanza chiusa e solo io ne ho la chiave
- 1973: Mädchen im Knast (Diario segreto da una carcere femminile)
- 1974: Der Antichrist (L'anticristo)
- 1974: Der Berserker (Milano odia: la polizia non può sparare)
- 1974: Der Braaken (Avete bibbiate dalla latte?)
- 1974: Der Mann ohne Gedächtnis (L’uomo senza memoria)
- 1976: Zum Teufel mit der Jungfernschaft (La segretaria privata di mio padre)
- 1981: Kennwort: Salamander (The Salamander)
- 1981: Murder Obsession